# Mara Dierssen
Mara Dierssen Sotos (Santander, 21 de agosto de 1961) es una neurobióloga, investigadora, profesora universitaria y divulgadora científica española. Es una de las investigadoras más destacadas a nivel mundial en síndrome de Down.

## Trayectoria
Hija del doctor Guillermo Dierssen Gervás, un brillante neurocirujano de origen alemán, nació en Santander en 1961. Se licenció en medicina en la Universidad de Cantabria en 1985 y obtuvo su doctorado en neurobiología en 1989 con una tesis sobre neurofarmacología.
De 1990 a 1993 realizó su investigación postdoctoral en la Universidad Autónoma de Barcelona. Inicialmente había elegido investigar la alteración cognitiva asociada a la edad pero ha acabado dedicándose al estudio del síndrome de Down del que es considerada una experta en el ámbito internacional.  Su interés comenzó cuando trabajaba en el laboratorio del profesor Jesús Flórez, en la Universidad de Cantabria, Jesús es padre de una mujer con síndrome de Down, y un científico apasionado por la investigación, pasión que le contagió, explicó al recibir el premio Jaime Blanco de la Fundación Síndrome de Down de Madrid. Entre sus hallazgos más relevantes se encuentra el descubrimiento de las alteraciones de la plasticidad en modelos animales de síndrome de Down, y el primer tratamiento procognitivo en este síndrome, que consiguió llevar desde sus trabajos en modelos experimentales hasta un ensayo clínico.
De 1993 a 1997 fue profesora asistente a la Universidad de Cantabria y posteriormente ingresó como investigadora sénior el Instituto de Investigación Oncológica de Hospitalet de Llobregat donde inició su grupo de investigación neurobiológico propio.
De 1997 a 2006  impartió clases en la Universitat Ramon Llull.
En 2002 a 2007 trabajó en el Centro de Regulación Genómica. 
En 2007 se incorpora al Centro de Investigación Biomédica en Red de Enfermedades Raras (CIBERER) donde continúa trabajando. 
En 2010 ganó el premio de investigación Jaime Blanco de la Fundación Síndrome de Down de Madrid (FSDM) por su trabajo 'Bases moleculares de la neuropatología del síndrome de Down: Implicación de DYRK1A'.
En 2014 en este centro lideró la realización de un videojuego para la estimulación cognitiva de las personas con discapacidad intelectual.
En abril de 2016 como jefa del grupo de Neurobiología Celular y de Sistemas presentó un trabajo publicado en la revista Journal of Neuroscience, en el que explica cómo un gen vinculado con el síndrome de Down se asocia a cambios en los ritmos cerebrales en la corteza cerebral, la región responsable de la capacidad de razonamiento, del lenguaje y del comportamiento social. Dierssen es coinvestigadora principal del estudio junto a la doctora Mavi Sánchez Vives.
En junio de 2016 publicó un estudio en la revista médica The Lancet Neurology en el que ha colaborado con el farmacólogo Rafael de la Torre, sobre un compuesto presente en el té verde, que acompañado de un protocolo de estimulación cognitiva puede mejorar moderadamente la capacidad intelectual de lo afectados. El estudio se basa en un ensayo clínico en el que participaron 84 personas con síndrome de Down, de entre 16 y 34 años. La neurobióloga señaló que el ensayo clínico "no es, ni mucho menos, una cura, pero abre nuevas vías a la terapia farmacológica en síndrome de Down”.

### Organizaciones nacionales internacionales
De 2003 a 2006 fue presidenta de la International Behavioral and Neural Genetics Society y de 2007 a 2009 fue Vicepresidenta y de 2013 a 2015 Presidenta de la Sociedad Española de Neurociencia. Ha sido miembro del Consejo de la FENS (Federation of Neuroscience Association Societies).En la actualidad es presidenta de la Trisomy 21 Research Society
Pertenece numerosos comités editoriales, de revistas internacionales como Genes, Brain and Behaviour, Frontiers in Neurosciences, Amino Acids, Down Syndrome Research and Practice entre otros y revisora “ad hoc” de varias revistas científicas internacionales.
En 2015 y 2016 participó como jurado en el Premio Princesa de Asturias de Investigación Científica y Técnica.

## Carrera como artista
Durante unos años actuó en conciertos de música barroca como soprano con la coral de Santander. Actualmente es vocalista del grupo de pop-rock From Lost to the River —cuya traducción del inglés es «De Perdidos al Río»— una banda que tiene como objetivo la concienciación social ya que todos sus conciertos tienen un ánimo benéfico para favorecer proyectos de investigación. También es impulsora del proyecto musical Realidades Paralelas, que dio lugar a un disco en el que se da voz a las personas con síndrome de Down.

## Premios
- 2008 Premio Nacional de Pensamiento y Cultura Científica otorgado por la Generalidad de Cataluña por su "compromiso social y la capacidad de emprender y liderar iniciativas culturales a favor de las personas afectadas por el síndrome de Down".
- 2000 y 2010 ganó el Premio Jaime Blanco Fundación Síndrome de Down de Madrid (FSDM)
- 2008 II Premio Laura Iglesias de divulgación científica.[14]
- 2004 Jérôme Lejeune Foundation
- 2003 y 2007 Premio Ramón Trias Fargas
- 2010 Sisley-Lejeune Award
- 2013 Top 100 Mujeres Líder[15]
- 2013 Dr. A. Esteve Foundation Award
- 2014 recibió el David and Hillie Mahoney Award[16]
- 2016 Best Ideas Award
- 2016 Selección Española de la Ciencia[17]
- 2017 Trifermed Social Impact of Healthcare Award
- 2017 Big Vang Medal
- 2018 Premio Optimista Comprometida con la Ciencia otorgado por la revista Anoche Tuve un Sueño
- 2018 Premio Trébol (Down España)[18]
- 2019 WE Women Evolution award[19]
- 2019 Medalla de Plata del Colegio de Médicos de Cantabria[20]
- 2020 Premio Universidad y Sociedad, Universidad Autónoma de Barcelona[21]
- 2020 Premio FIDEM[22]
- 2020 Mención Especial de la Asociación de Empresarias de Cantabria[23]

## Publicaciones en divulgación
- 2016 El cerebro artístico. La creatividad desde la neurociencia, de la colección "Descubrir la ciencia" Editorial EL PAÍS y Materia[24]

- 2018 Cómo aprende (y recuerda) el cerebro. Principios de la neurociencia para aplicar a la educación, de la colección "Neurociencia&Psicología" Editorial EMSE EDAPP, S.L.
- 2023 La ciencia de la memoria. El fascinante modo en que nuestro cerebro aprende y recuerda. Editorial Shackleton